# 2-Naphthylaminacetat
2-Naphthylaminacetat ist eine chemische Verbindung aus der Gruppe der Carbonsäuresalze und das Acetat des 2-Naphthylamins.

## Eigenschaften
2-Naphthylaminacetat ist ein brennbarer, schwer entzündbarer, farbloser Feststoff.

## Verwendung
2-Naphthylaminacetat wurde unter anderem bei der Herstellung von Farben und Farbstoffen verwendet.

## Sicherheitshinweise
Durch die EU-Verordnung 2018/1513 vom 10. Oktober 2018 zur Beschränkung und Verwendung von karzinogenen, keimzellmutagenen oder reproduktionstoxischen Stoffen, denen Verbraucher durch Hautkontakt und Inhalation ausgesetzt sind, darf 2-Naphthylaminacetat nur noch in einer Konzentration von maximal 30 mg/kg in Kleidung und Schuhen enthalten sein.